# Cyclotyphlops deharvengi
Cyclotyphlops deharvengi is een slang uit de familie wormslangen (Typhlopidae).

## Naam en indeling
De wetenschappelijke naam van de soort werd voor het eerst voorgesteld door Herman A. J. in den Bosch en Ivan Ineich in 1994. Het is de enige soort uit het monotypische geslacht Cyclotyphlops. Ook het geslacht Cyclotyphlops werd beschreven door Bosch en Ineich in 1994.
De geslachtsnaam Cyclotyphlops betekent vrij vertaald 'cirkel-blindogen' en slaat op de configuratie van de kopschubben. De soortaanduiding deharvengi is een eerbetoon aan de Franse entomoloog Louis Deharveng (1949).

## Uiterlijke kenmerken
De slang bereikt een lichaamslengte tot ongeveer 14,5 centimeter, de staart is relatief zeer kort. De kop is lastig te onderscheiden van het lichaam door het ontbreken van een duidelijke insnoering. De ogen zijn relatief klein en worden bedekt met schubben. De slang heeft 22 rijen schubben in de lengte op het midden van het lichaam en 294 rijen schubben in de lengte van het lijf. Aan de kop zijn de schubben in een cirkel gerangschikt wat afwijkt van alle soorten uit de onderfamilie Asiatyphlopinae. De lichaamskleur is donkerbruin, de buikzijde heeft een lichtere kleur.

## Levenswijze
De vrouwtjes zetten eieren af.

## Verspreiding en habitat
De soort komt voor in delen van Azië en leeft endemisch in Indonesië, de soort is hier alleen te vinden in Sulawesi.